# Hyginô Kim Hee-joong
Hyginô Kim Hee-joong hoặc Hyginô Kim Hee-jong (sinh 1947; tiếng Hàn:김희중 히지노) là một giám mục người Hàn Quốc của Giáo hội Công giáo Rôma. Ông hiện đang là Tổng giám mục chính tòa Tổng giáo phận Gwangju (광주) và Chủ tịch Hội đồng Giám mục Hàn Quốc. Trước đó, ông từng đảm nhiệm chức Giám mục Phụ tá rồi Tổng giám mục Phó trước khi trở thành Tổng giám mục Gwangju.

## Tiểu sử
Tổng giám mục Kim Hee-joong sinh ngày 21 tháng 2 năm 1947 tại Bukkyu-dong Mopko-shi, thuộc Hàn Quốc. Sau quá trình tu học dài hạn tại các cơ sở chủng viện theo quy định của Giáo luật, ngày 5 thángt 7 năm 1975, Phó tế Kim Hee-joong, 28 tuổi, tiến đến việc được truyền chức linh mục. Tân linh mục cũng là thành viên của linh mục đoàn Tổng giáo phận Gwangju.
Với hai mươi tám năm kinh nghiệm trong công tác mục vụ trên sứ vụ linh mục, ngày 9 tháng 7 năm 2003, tin tức từ Tòa Thánh loan đi, công bố quyết định của Giáo hoàng, chọn linh mục Hyginô Kim Hee-joong, 56 tuổi, làm giám mục, cụ thể là chức Giám mục Phụ tá Tổng giáo phận Gwangju, chức danh Giám mục Hiệu tòa Corniculana. Các nghi lễ tấn phong cho vị tân giám mục đã được cử hành sau đó đó vào ngày 18 tháng 8 cùng năm, với sự tham dự của ba giáo sĩ cao cấp khác chủ sự nghi thức truyền chức. Chủ phong cho tân giám mục là Tổng giám mục Andreas Choi Chang-mou, Tổng giám mục Tổng giáo phận Gwangju. Hai vị khác với vai trò là phụ phong, gồm Victorinus Youn Kong-hi, nguyên Tổng giám mục Gwangju và Giám mục Peter Kang U-il, Giám mục chính tòa Giáo phận Cheju. Vị giám mục tân chức chọn cho mình châm ngôn:Fiat voluntas Domini / 주님 뜻대로.
Sáu năm phục vụ tại Tổng giáo phận Gwangju trên cương vị Giám mục Phụ tá của ông chấm dứt bằng quyết định từ Tòa Thánh ấn kí ngày 10 tháng 7 năm 2009, qua đó thăng Giám mục Hyginô Kim Hee-joong làm Tổng giám mục Phó Tổng giáo phận Gwangju, có quyền kế vị làm Tổng giám mục chính tòa. Nửa năm sau đó, vào ngày 25 tháng 3 năm 2010, ông kế nhiệm trở thành Tổng giám mục chính tòa của Giáo phận này.
Tổng giám mục Hyginô Kim Hee-joong tham dự hai chuyến viếng thăm Tòa Thánh theo nghĩa vụ Ad Limina đó là vào tháng 11 năm 2007, trên cương vị Giám mục Phụ tá Gwangju và tháng 3 năm 2015, trên cương vị Tổng giám mục Gwangju. Ngày 30 tháng 4 năm 2014, Hội đồng Giám mục Hàn Quốc nhóm họp, nhất trí bầu chọn Tổng giám mục Kim Hee-joong làm Chủ tịch Hội đồng Giám mục Hàn Quốc.